# 米沢八幡原インターチェンジ
米沢八幡原インターチェンジ（よねざわはちまんぱらインターチェンジ）は、山形県米沢市万世町桑山にある東北中央自動車道のインターチェンジである。
当ICから福島方面は長大トンネルである栗子トンネルがあり、危険物積載車両の通行が禁止されている。福島方面に向かう当該車両は国道13号へ降りて、次の福島大笹生ICまたは東北自動車道福島飯坂ICまで迂回する必要がある。

## 歴史
- 2016年（平成28年）12月26日 : 当ICの名称が「米沢インターチェンジ」から米沢八幡原ICで正式決定[2]。
- 2017年（平成29年）11月4日 : 福島大笹生IC - 米沢北IC間が開通する[3]。

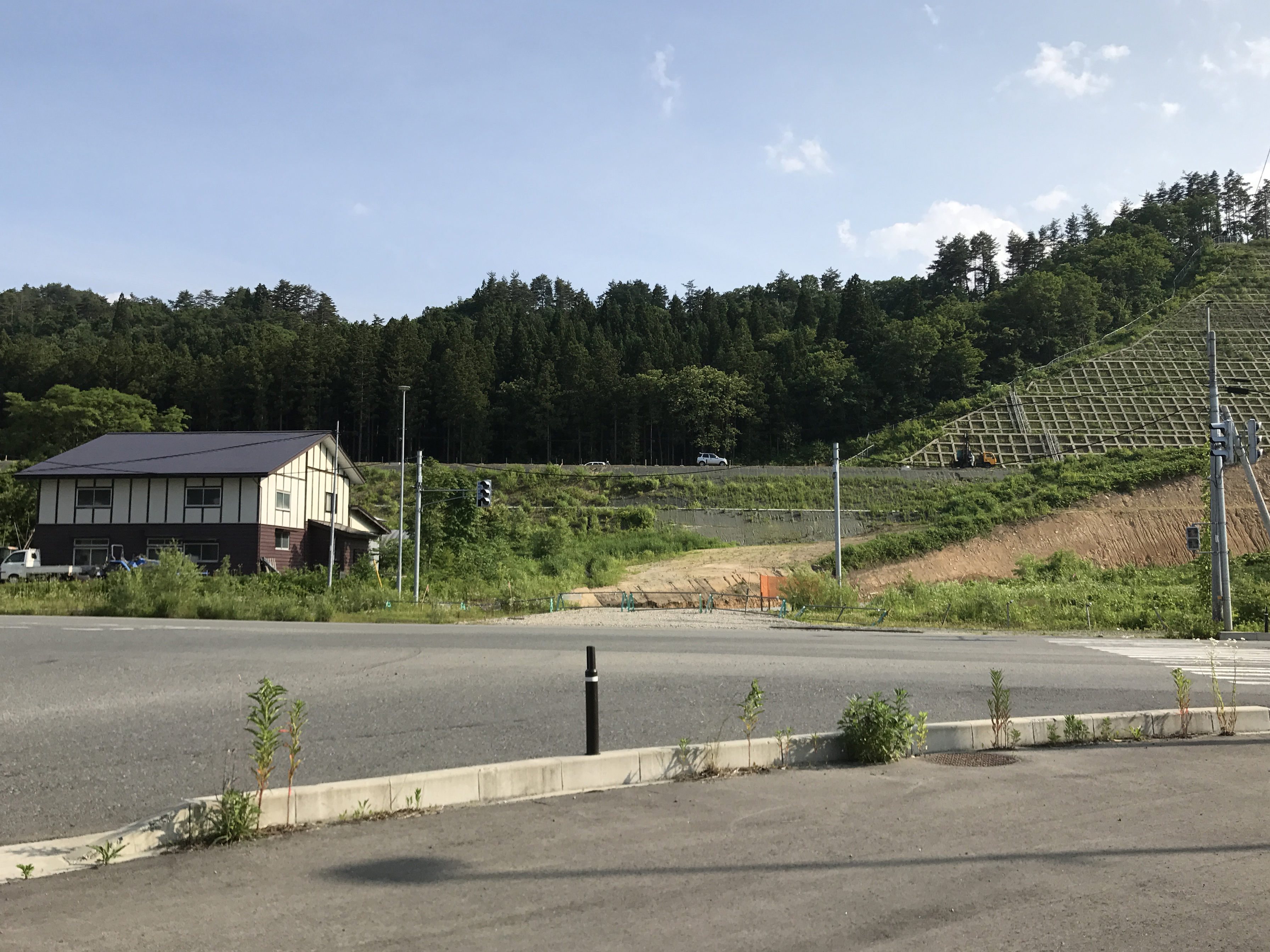
建設中当時の米沢八幡原インターチェンジ

## 周辺
- 八幡原緑地
- 万世小学校

## 接続する道路
- 国道13号

## 料金所
当ICを含む福島JCT - 米沢北IC間は国土交通省管轄の新直轄区間（無料区間）で整備されたため、料金所は設置されていない。

## 隣
E13 東北中央自動車道
(7) 福島大笹生IC - 栗子トンネル - (8) 米沢八幡原IC - (9) 米沢中央IC